# Traglostus exornatus
Traglostus exornatus is een keversoort uit de familie snuitkevers (Curculionidae). De wetenschappelijke naam van de soort werd in 1938 gepubliceerd door Karl Eduard Schedl.